# Мало Убельсько
Мало Убельско (словен. Malo Ubeljsko) — поселення в общині Постойна, Регіон Нотрансько-крашка, Словенія. Висота над рівнем моря: 565,5 м.

## Історія
Разом із сусіднім Великим Убельском, Мале Убельско згадується в письмових джерелах близько 1200 року як ze Vlbelzch (і як Vbelczk у 1402 році, Vlbliczk і Vbelicz у 1485 році, і Vbelskh у 1498 році). Назва може походити від загального іменника ǫbъlъ "(глибоке) джерело"; у цій місцевості є кілька великих джерел.